# دينيش ديبوس
دينيش ديبوس (بالمجرية: Dibusz Dénes)‏ (مواليد 16 نوفمبر 1990) هو لاعب كرة قدم. يلعب مع منتخب المجر لكرة القدم. سبق له أن لعب في بطولة أمم أوروبا لكرة القدم 2016 مع منتخب بلاده.

## روابط خارجية
- دينيش ديبوس على موقع الاتحاد الدولي (مؤرشف)  (الإنجليزية)
- دينيش ديبوس على موقع الاتحاد الأوربي (الإنجليزية)
- دينيش ديبوس على موقع اتحاد المجر (الهنغارية)
- دينيش ديبوس على موقع قاعدة بيانات كرة القدم.إي يو (الإنجليزية)
- دينيش ديبوس على موقع ناشيونال فوتبول تيمز (الإنجليزية)
- دينيش ديبوس على موقع Soccerway.com (الإنجليزية)
- دينيش ديبوس على موقع عالم كرة القدم.نت (الإنجليزية)
- دينيش ديبوس على موقع AS.com (الإسبانية)